# Colégio Humboldt São Paulo

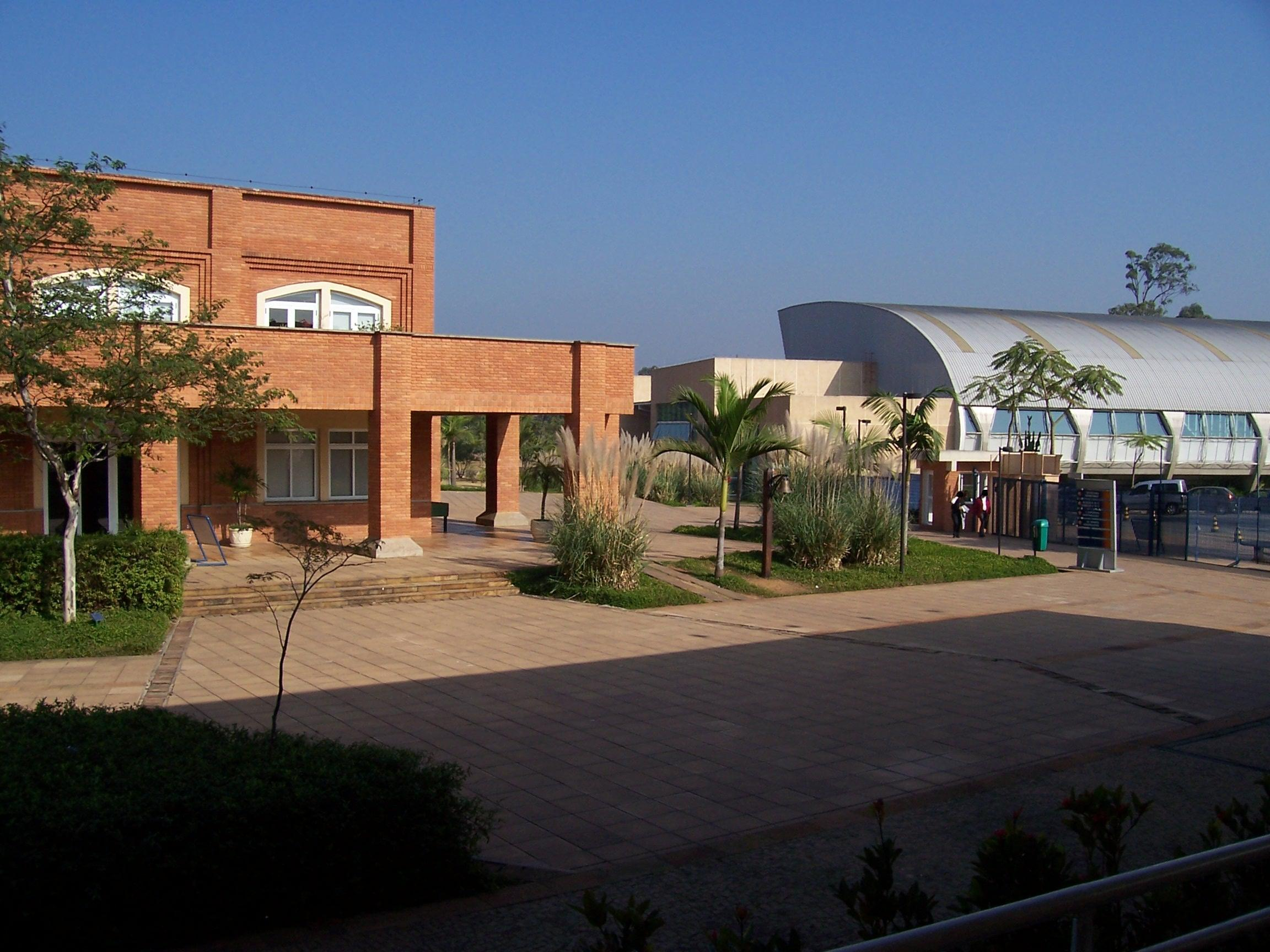
Colégio Humboldt (2007)

Colégio Humboldt ist eine Deutsche Auslandsschule in São Paulo, Brasilien.

## Geschichte
Gegründet 1916 in São Paulo, Stadtteil Santo Amaro, in der deutschen Bäckerei Lindau am Platz Largo 13 de Maio mit 41 Schülern. 1917 wurde die Schule wegen des Ersten Weltkrieges geschlossen. Vier Jahre später wurde sie 1921 wieder eröffnet. Im Jahr 1927 konnte aufgrund einer Spende von Herrn Heinrich Grassmann ein Schulgebäude in der Straße „Ladeira da Matriz“ gebaut werden. Ein Jahr später wurde ein 1700 m² großes Grundstück dazugekauft. Jedoch wurde die Schule 1942 beschlagnahmt, nachdem Brasilien gegen Deutschland im Zweiten Weltkrieg antrat und erst 1955 an den Schulverein zurückgegeben.
Die Schule mit dem ursprünglichen Namen „Escola Barão do Rio Branco“ erhielt 1960 die Erlaubnis, die Mittelstufe (Sekundarstufe I) unter dem Namen „Ginásio Humboldt“ zu unterrichten. Bereits sechs Jahre später, im Jahr 1966, erhielt die Schule außerdem die Genehmigung, die Gymnasiale Oberstufe einzuführen und führt seitdem den bis heute gültigen Namen „Colégio Humboldt“.
Wegen der stetig wachsenden Schülerzahl beschloss die „Sociedade Escolar Barão do Rio Branco“ den Standort Santo Amaro zu verlassen und kaufte 1987 ein 60.000 m² großes Grundstück im Stadtteil Interlagos. Neubaubeginn war 1998 und bereits ein Jahr später konnte das neue Schulgebäude bezogen werden. Jedoch waren die Bauarbeiten damit nicht beendet, denn 2001 begann der Neubau des Humboldt-Theaters mit 400 Sitzplätzen. Geplant für die nächsten Jahre sind außerdem weitere Bauten wie eine Turnhalle und ein Schwimmbad.

## Struktur
Die Schule wird von dem Trägerverein „Sociedade Escolar Barão do Rio Branco“ vertreten. Dieser wird von einem Vorstand, Elternbeirat und Finanzbeirat geleitet.
Schülerzahl: ca. 1300, Gesamtleitung: Detlev Devantié
- Kindergarten und Vorschule
- 1. bis 8. Klasse (Typ A): Reduzierter zweisprachiger Unterricht
- 1. bis 8. Klasse (Typ B): Erweiterter zweisprachiger Unterricht
- 9.–11. Klasse (Oberstufe Typ A)
- 9.–11. Klasse (Oberstufe Typ B)
- 11.–13. Klasse (Abitur)
- Berufsschule

## Qualifikationsprüfungen / Zertifikate
- ZDP: 1. Zertifikat für Deutsch als Fremdsprache – in der 7. Klasse
- KMK I: Deutsches Sprachdiplom I der deutschen Kultusministerkonferenz – 9. Klasse
- KMK II: Deutsches Sprachdiplom II der deutschen Kultusministerkonferenz – 11. Klasse
- ENEM: Nationale Vergleichsprüfung in der brasilianischen Oberstufe, wird vom Unterrichtsministerium durchgeführt – 11. Klasse
- FIRST CERTIFICATE CAMBRIDGE: Die Teilnahme daran ist freiwillig – 11. Klasse
- LCCI: Wirtschaftsenglischprüfung – im 1. Jahr der Berufsschule ifpa
- BERUFSSCHULDIPLOM: Die Prüfungen dazu werden nach dem Besuch der 2-jährigen Berufsschule vor der Deutsch-Brasilianischen Industrie- und Handelskammer abgelegt. Die Ausbildung wird in Brasilien und in Deutschland anerkannt.
- ABITUR: Abschlussprüfung im 13. Schuljahr nach der in Deutschland geltenden Prüfungsordnung

## IFPA – Instituto de Formação Profissional Administrativa (Berufsschule)
Bereits 1979 wurde ein kaufmännischer Zweig, die Berufsschulklassen (9. bis 11. Jahrgangsstufe), eingeführt. Einige Jahre später, im Jahr 1982, wurde die Berufsschule als eigenständiger Ausbildungszweig ins Leben gerufen. Nach 10-jähriger erfolgreicher Ausbildung vieler Jugendlicher erhielt die Berufsschule 1992 den Namen IFPA – Instituto de Formação Profissional Administrativa.